# 잭 킬비
잭 세인트 클레어 킬비(영어: Jack St. Clair Kilby, 1923년 11월 8일 ~ 2005년 6월 20일)는 미국의 전자공학자이다.
1958년 텍사스 인스트루먼트에 근무하면서 집적 회로를 발명했는데 이것이 훗날 현대과학의 핵심인 마이크로일렉트로닉스가 발달할 수 있는 계기가 되었다. 2000년에 집적회로를 발명한 공로로 노벨 물리학상을 수상했다.

## 특허
- 미국 특허 2,892,130  Plug-in Circuit Units, 1953년 12월 출원, 1959년 7월 발효, assigned to Globe-Union, Inc.
- 미국 특허 3,072,832  Semiconductor Structure Fabrication, 1959년 5월 출원, 1963년 1월 발효
- 미국 특허 3,115,581  Miniature Semiconductor Integrated Circuit, 1959년 5월 출원, 1963년 12월 발효
- 미국 특허 3,138,721  Miniature Semiconductor Network Diode and Gate, 1959년 5월 출원, 1964년 7월 발효
- U.S. Patent 3,138,743 보관됨 2013-10-20 - 웨이백 머신 Miniaturized Electronic Circuits, 1959년 2월 6일 출원, 1964년 7월 발효
- 미국 특허 3,138,744  Miniaturized Self-contained Circuit Modules, 1959년 5월 출원, 1964년 7월 발효
- 미국 특허 3,435,516  Semiconductor Structure Fabrication, 1959년 5월 출원, 1969년 4월 발효
- 미국 특허 3,496,333  Thermal Printer, 1965년 10월 출원, 1970년 2월 발효
- U.S. Patent 3,819,921 보관됨 2013-05-14 - 웨이백 머신 Miniature Electronic Calculator, 1967년 9월 출원, 1974년 7월 발효

## 수상 경력
- 1969년 : 미국 국가 과학상
- 1986년 : IEEE 영예상
- 1989년 : 찰스 스타크 드레이퍼상
- 1993년 : 컴퓨터 파이어니어상
- 1993년 : 교토상
- 2000년 : Harold Pender Award
- 2000년 : 노벨 물리학상

## 참고 문헌
- Berlin, Leslie, The man behind the microchip: Robert Noyce and the invention of Silicon Valley  Publisher Oxford University Press US, 2005 ISBN 0-19-516343-5
- Lécuyer, Christophe. Making Silicon Valley: Innovation and the Growth of High Tech, 1930-1970 Published by MIT Press, 2006.ISBN 0262122812
- Nobel lectures, World Scientific Publishing Co., Singapore, 2000.